# Vertreklicht

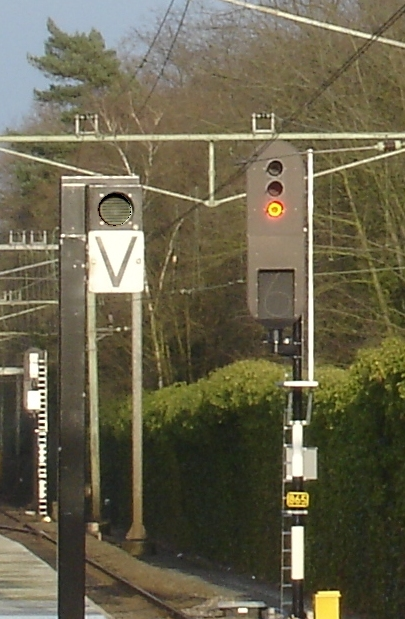
Het uitrijsein toont onveilig (rood), het vertreklicht brandt niet.
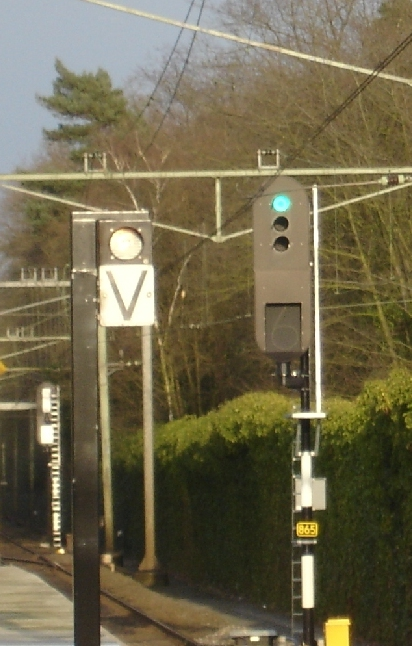
Het uitrijsein toont veilig (groen), het vertreklicht knippert.

Een vertreklicht is een lamp op een perron van een Nederlands spoorwegstation met daaronder een wit bordje met een zwarte letter "V". Een vertreklicht hangt aan de perronkap of staat op een paal aan het einde van een perron. Wanneer een vertreklicht aan staat geeft dit een wit knipperend licht.
Het vertreklicht is meestal gekoppeld aan het uitrijsein, dat aangeeft dat een trein veilig kan vertrekken. Soms is er geen uitrijsein maar staat er een bloksein op enige afstand. In dat geval werkt het vertreklicht in combinatie met dit bloksein. Op stations waar het uitrijsein vanaf het perron zichtbaar is wordt soms geen vertreklicht gebruikt. Het uitrijsein fungeert dan tevens als vertreklicht.

## Vertrekprocedure
Een machinist van een trein mag pas van het perron vertrekken als het uitrijsein (of bloksein) veilig (groen of geel) toont en zij/hij toestemming (vertrekbevel) van de conducteur heeft. De conducteur mag die toestemming pas geven als het sein veilig toont. 
Vanaf het perron, waar de conducteur staat, is het uitrijsein soms niet zichtbaar doordat de trein het zicht belemmert. Dat probleem doet zich vooral voor bij een eilandperron waar het uit- en instappen aan de linkerkant plaatsvindt maar het uitrijsein rechts van de trein staat. Het vertreklicht fungeert daarom ter aanvulling van het uitrijsein. Het vertreklicht is altijd zichtbaar vanaf het perron en knippert wit als het uitrijsein veilig toont. Is ook de correcte vertrektijd aangebroken dan zal de conducteur de passagiers waarschuwen met een fluitsignaal, de deuren sluiten en de machinist opdracht voor vertrek geven.

## Testen

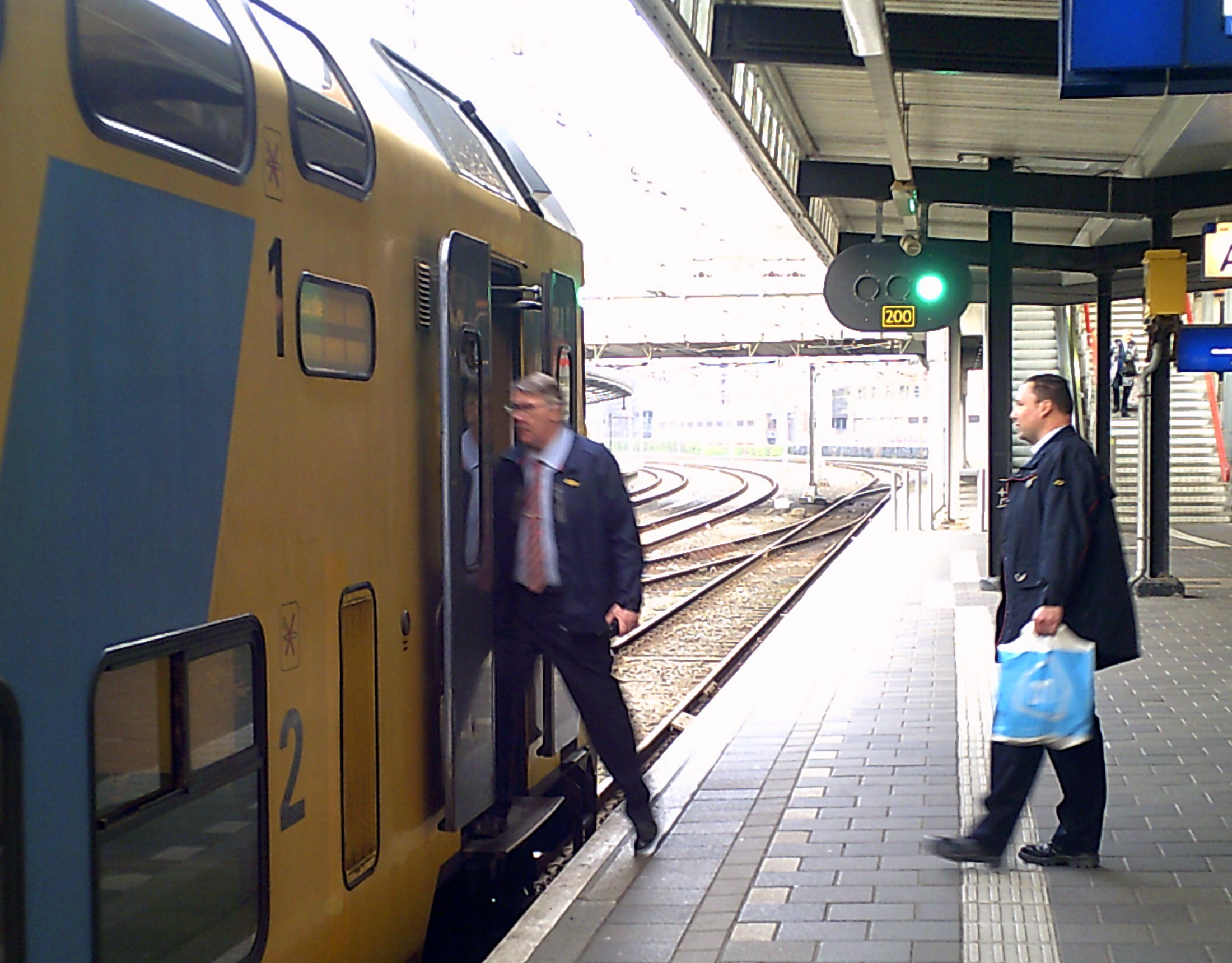
Hier in Amersfoort is het uitrijsein vanaf het perron zichtbaar. Er is dan ook geen vertreklicht nodig.

In 2015 hebben de Nederlandse Spoorwegen en ProRail testen uitgevoerd met een 15 seconden aftelklok naast het vertreklicht. Dit kan toegepast worden als er direct na het station een overweg ligt. Het uitrijsein toont pas veilig als de overweg dicht is. Dankzij de aftelklok kan de conducteur de deuren al iets eerder sluiten. Resultaten geven aan dat het vertrekproces dan vlotter verloopt. Bovendien hoeft het wegverkeer minder lang te wachten voor een gesloten overweg. Er zijn plannen dit systeem op meerdere stations in te voeren.
In 2016 deed Prorail op het traject Groningen-Meppel een proef met knipperende vertreklichten. Tegen een heldere achtergrond is een knipperende lamp immers beter zichtbaar dan een constant brandende lamp. Vanwege het positieve resultaat van deze proef, werden in 2022 alle vertreklichten knipperend gemaakt.

## België
In België worden er geen vertreklichten gebruikt. Nadat de treinbegeleider de deuren heeft gesloten en de AVG (Aanwijzer Verrichting Gedaan) op het perron heeft bediend, wacht de treinbestuurder tot het eventuele rode sein de doorrit toelaat.
Vroeger hield de treinbegeleider zijn deur geopend, om de veiligheid te garanderen tijdens het vertrekproces. Reizigers mochten niet meer instappen, terwijl de trein soms nog enige tijd bleef staan. Sinds 10 juni 2018 is de vertrekprocedure in België aangepast: 30 seconden voor de voorziene vertrektijd worden alle deuren gesloten, inclusief de deur van de treinbegeleider.